# Amir Nasr-Azadani
Amir Nasr-Azadani (en persa: امیررضا نصرآزادانی) (Esfahan, 7 de febrer de 1996) és un futbolista iranià, en la posició de defensa, i que va jugar al Rah Ahan Yazdan FC, el Tractor Sazi FC i el Gol-e Rayhan.
El desembre de 2022, va ser condemnat a la pena de mort a l'Iran per la seva posició en les protestes contra la mort del jove Mahsà Aminí. El 9 de gener de 2023 va ser condemnat a 26 anys de presó per haver participat en una manifestació a favor dels drets humans i la llibertat de les dones.

## Trajectòria
La seva trajectòria futbolística arrenca el 2015 quan va fitxar pel Rah Ahan FC, després de passar els seus anys de juvenil al Sepahan FC. Durant aquella època també va integrar la selecció de futbol de l'Iran juvenil. Va jugar a la Lliga iraniana de futbol des del 2016, quan va fitxar pel Tractor Sazi FC, però no ho va tornar a fer més com a professional des de la seva última aparició el novembre de 2017.

## Sentència de mort
Durant el 2022 va participar de les protestes per la mort de Mahsa Amini a Esfahan i, així, va donar suport als drets de les dones d'aquell país. En represàlia, el govern iranià el va detenir i condemnar a mort, acusat del delicte de moharebeh (enemistat amb Déu, segons la Xaria). Segons el president del Tribunal Suprem d'Esfahan, Asadullah Jafari, l'acusació que recau contra ell és la de ser membre d'un «grup armat» involucrat en la mort de tres guàrdies de seguretat, concretament un coronel de policia i dos membres dels cossos paramilitars (basijis), durant les protestes del 17 de novembre a Esfahan. Jafari va expressar que «l'acusat ha confessat obertament les seves accions criminals. També hi ha un vídeo de càmeres locals i hi ha prou documentació que aquesta persona és membre d'un grup armat, i l'acusació s'ha emès sobre la base d'aquests documents». A 18 de desembre, una setmana després de la seva detenció i empresonament, l'únic que li podia evitar la mort era l'apel·lació d'un lletrat prèviament assignat per l'Estat.
Com a recció a la condemna, la Federació Internacional d'Associacions de Futbolistes Professionals (FIFPro) va emetre un comunicat manifestant-se «commocionada i fastiguejada» per la decisió i demanant la suspensió de l'execució de la pena a les autoritats iranianes. En el món de l'esport es van succeir altres mostres públiques de rebuig a la condemna, com ara la dels clubs de futbol Osasuna, CD Tenerife, UE Sant Andreu, CE l'Hospitalet i UE Olot. Així mateix, ho van fer la futbolista Caroline Hansen (FC Barcelona) i els futbolistes Radamel Falcao (Rayo Vallecano), Marc Bartra (Trabzonspor), Diego Godín (Vélez Sarsfield), Borja Iglesias (Betis), Cesc Fàbregas (Como 1907) i Ramon Terrats (Girona FC). El 18 de desembre, la cantant Shakira també es va sumar al clam de rebuig amb una petició de suport als jugadors de les seleccions de l'Argentina i França, finalistes aquell mateix dia de la Copa del Món de Futbol de 2022. Pocs dies abans de la final, el tiktoker argentí Rodrigo Rumi, seguidor declarat de la selecció argentina, va publicar un vídeo on reclamava als jugadors algun tipus de gest, com ara dur un distintiu, o fins i tot renunciar a jugar la final, per tal de salvar la vida del futbolista iranià. El vídeo ràpidament es va convertir en un èxit, es va fer viral a les xarxes socials digitals, i va acumular més de 636.000 reproduccions i més de 70.000 persones van prémer el botó de m'agrada.

## Estadístiques
| Club                | Temporada           | Lliga                     | Lliga | Lliga | Copa | Copa | Continental | Continental | Total | Total |
| Club                | Temporada           | Divisió                   | PJ    | G     | PJ   | G    | PJ          | G           | PJ    | G     |
| ------------------- | ------------------- | ------------------------- | ----- | ----- | ---- | ---- | ----------- | ----------- | ----- | ----- |
| Rah Ahan            | 2015-16             | Lliga Pro del Golf Pèrsic | 3     | 0     | 0    | 0    | 0           | 0           | 3     | 0     |
| Tractor             | 2016–17             | Lliga Pro del Golf Pèrsic | 1     | 0     | 0    | 0    | 0           | 0           | 1     | 0     |
| Tractor             | 2017–18             | Lliga Pro del Golf Pèrsic | 13    | 2     | 0    | 0    | 0           | 0           | 13    | 2     |
| Total de la carrera | Total de la carrera | Total de la carrera       | 17    | 2     | 0    | 0    | 0           | 0           | 17    | 2     |